# William Olsson (Regisseur)
William Sten Olsson (* 1. Mai 1977 in Göteborg) ist ein preisgekrönter schwedischer Filmemacher, der durch Kinofilme wie An American Affair oder Förtroligheten international bekannt wurde.

## Leben und Karriere
Der 1977 in Göteborg geborene William Sten Olsson ist seit Mitte der 2000er Jahre im Filmgeschäft in verschiedenen Funktionen tätig. Unter seiner Regie entstand 2004 sein erster Kurzfilm L.A. Dream. Ein Jahr später folgte die dramatische Filmproduktion Resenären. 2006 inszenierte er dann den preisgekrönten Kurzfilm Rosa für den Olsson auch als Drehbuchautor und Produzent fungierte. Der Film gewann zahlreiche Festival-Preise.
2008 drehte er das Filmdrama An American Affair mit Gretchen Mol, James Rebhorn und Cameron Bright in den Hauptrollen. Fünf Jahre später setzte Olsson das Mysterydrama Förtroligheten mit Anton Lundqvist, Helena Af Sandeberg und Alba Augustin in Szene. Der Film gewann auf dem Shanghai International Film Festival den Grand Jury Prize und wurde in der Kategorie Best Film nominiert.
Für das Jahr 2020 führte er Regie bei der Kinofilmproduktion Lost Girls and Love Hotels mit Alexandra Daddario, Carice van Houten und Takehiro Hira.

## Filmografie (Auswahl)

### Als Regisseur
- 2004: L.A. Dream (Kurzfilm)
- 2005: Resenären
- 2006: Rosa (Kurzfilm)
- 2008: An American Affair
- 2013: Förtroligheten
- 2020: Lost Girls and Love Hotels

### Als Produzent
- 2004: L.A. Dream (Kurzfilm)
- 2005: Resenären
- 2006: Rosa (Kurzfilm)
- 2008: An American Affair
- 2014: Healed: Music, Medicine and Life with MS (Dokumentarfilm)
- 2016: Swiss Army Man
- 2019: Only

### Als Drehbuchautor
- 2004: L.A. Dream (Kurzfilm)
- 2005: Resenären
- 2006: Rosa (Kurzfilm)
- 2013: Förtroligheten

## Auszeichnungen (Auswahl)
Shanghai International Film Festival
- 2013: Ehrung mit dem Golden Goblet in der Kategorie Grand Jury Prize für den Spielfilm Förtroligheten